# Hadena duercki
Hadena duercki là một loài bướm đêm trong họ Noctuidae.